# Pinus lawsonii
Pinus lawsonii Roezl ex Gordon – gatunek drzewa z rodziny sosnowatych (Pinaceae). Sosna ta jest endemitem meksykańskim występującym w rozproszeniu w środkowym i południowym Meksyku.

## Rozmieszczenie geograficzne
Pinus lawsonii rośnie na rozproszonych stanowiskach w środkowym i południowym Meksyku. Występuje w stanach: Guerrero, Michoacán, Morelos, Oaxaca, Veracruz i Meksyk oraz w Dystrykcie Federalnym. W stanie Veracruz gatunek podawany jest tylko z jednej lokalizacji.

## Morfologia
PokrójDrzewo o zaokrąglonej, często nieregularnej koronie. Gałązki są gęsto ulistnione, tworzą zwarte do luźnych pęki.
PieńProsty, zwykle pojedynczy, dorasta do 30 m wysokości i 75 cm średnicy. Kora początkowo jest cienka, czerwono-brązowa, łuszczy się cienkimi płatami, z wiekiem grubieje, staje się czarno-brązowa i głęboko, podłużnie spękana.
LiścieRównowąskie, proste igły zebrane są w pęczki po 3–4 (5), sztywne, ostro zakończone. Osiągają 12–20 (25) cm długości i 1–1,2 (1,5) mm szerokości. Kanciaste od wewnętrznej strony, zaokrąglone na zewnątrz. Pochewki liściowe są trwałe, u młodych liści osiągają do 25 mm długości, zaś u starszych 10-15 mm.
SzyszkiKwiatostany męskie wyrastają w grupach przy końcach młodych pędów, są podłużnie jajowate, o rozmiarach 10–20 na 5–6 mm, początkowo żółtawozielone, później jasnobrązowe. Szyszki nasienne wyrastają u podstawy nowych pędów, w pierwszym roku fioletowoczerwone. Dojrzałe szyszki dorastają do 5–8 (9) cm długości i 4–6 (7) cm szerokości. Łuski nasienne zdrewniałe i grube, ciemnobrązowe, o romboidalnej, lekko wypukłej apofizie. Piramidka (umbo) grzbietowa, o rozmiarach 3-4 na 4-5 mm, bez wyrostka, szarobrązowa. Nasiona są ciemnobrązowe, o długości 4–5 mm, z jasnobrązowym skrzydełkiem długości 12–16 mm.

## Biologia i ekologia
Igły pozostają na drzewie przez 2–3 lata. Linie aparatów szparkowych widoczne są na wszystkich stronach liścia: po (6)9-12 linii na zaokrąglonej, zewnętrznej stronie, oraz po  4-5 linii na każdej z wewnętrznych. Szyszki nasienne dojrzewają w drugim roku od zapylenia.
Sosna ta występuje na terenach zalesionych na wysokościach 1300–2600 m n.p.m., gdzie panuje klimat umiarkowany ciepły do umiarkowanego. Roczna suma opadów wynosi 600-1500 mm, a pora sucha trwa od listopada do maja. Rośnie razem z różnymi gatunkami dębów (Quercus) i sosen, w tym Pinus pringlei, P. patula, P. montezumae, P. oocarpa, P. leiophylla, P. teocote i P. pseudostrobus.
Pinus lawsonii jest głównym gospodarzem czterech roślin pasożytniczych z rodzaju Arceuthobium (pasożyty pędowe): A. globosum subsp. grandicaule, A. oaxacanum, A. vaginatum subsp. vaginatum oraz A. nigrum.

## Systematyka i nomenklatura
Synonimy: Pinus altamiranoi Shaw in Sargent, Pinus lawsonii Roezl ex Gordon var gracilis Debreczy et Rácz.
Pozycja gatunku w obrębie rodzaju Pinus:
- podrodzaj Pinus
  - sekcja Trifoliae
    - podsekcja Australes
      - gatunek P. lawsonii

Naukowy opis gatunku został opublikowany po raz pierwszy w 1862 roku przez George'a Gordona (1806–1879) w A supplement to Gordon's Pinetum – uzupełnieniu do publikacji The Pinetum z 1858 r. Opis ten był oparty na wcześniejszym, wykonanym przez austriackiego botanika i podróżnika Benedicta Roezla (1823–1885).
Epitet gatunkowy lawsonii w nazwie tej sosny pochodzi od nazwiska szkockiego ogrodnika i szkółkarza Charlesa Lawsona (1794–1873).

## Zagrożenia
Międzynarodowa Unia Ochrony Przyrody (IUCN) przyznała temu gatunkowi kategorię zagrożenia LC (least concern), co oznacza, że jest on gatunkiem najmniejszej troski, niezagrożonym wyginięciem.